# Departamento Sargento Cabral
Das Departamento Sargento Cabral liegt im östlichen Zentrum der Provinz Chaco im Nordwesten Argentiniens und ist eine von 25 Verwaltungseinheiten der Provinz. 
Es grenzt im Norden an das  Departamento Libertador General San Martín, im Osten an das Departamento Primero de Mayo, im Süden an das Departamento General Donovan, im Südwesten an das Departamento Presidencia de la Plaza  und im Westen an das Departamento Veinticinco de Mayo. 
Die Hauptstadt des Departamento Sargento Cabral ist Colonia Elisa.

## Städte und Gemeinden
Das Departamento Sargento Cabral ist in folgende Gemeinden aufgeteilt:
- Capitán Solari
- Colonia Elisa
- Colonias Unidas
- Las Garcitas

Koordinaten: 26° 48′ S, 59° 30′ W